# Herzog Juliushütte
Herzog Juliushütte è una frazione (Ortschaft) della città di Langelsheim, nel land della Bassa Sassonia, in Germania.

## Storia
La località prende il nome dal duca Giulio di Brunswick-Lüneburg, che nel XVI secolo ne fece un centro per la lavorazione dei metalli.
Già comune autonomo nel circondario di Gandersheim, fu soppresso e incorporato ad Astfeld il 1º gennaio 1970; insieme con Astfeld, fu unito a Langelsheim il 1º luglio 1972.